# Dvůr Králové nad Labem
Dvůr Králové nad Labem (in tedesco Königinhof an der Elbe) è una città della Repubblica Ceca facente parte del distretto di Trutnov, nella regione di Hradec Králové.